# Allophylus melanophloeus
Allophylus melanophloeus är en kinesträdsväxtart som beskrevs av Ludwig Radlkofer. Allophylus melanophloeus ingår i släktet Allophylus och familjen kinesträdsväxter. Inga underarter finns listade i Catalogue of Life.